# Szibériai vándorcankó
A szibériai vándorcankó (Tringa brevipes) a madarak osztályának lilealakúak (Charadriiformes) rendjébe, ezen belül a szalonkafélék (Scolopacidae) családjába tartozó faj.

## Rendszerezése
A fajt Louis Pierre Vieillot francia ornitológus írta le 1816-ban, a Totanus nembe Totanus brevipes néven. Sorolták a Heteroscelus nembe Heteroscelus brevipes néven is.

## Előfordulása
Szibéria területén költ, ősszel délre vonul, eljut Ázsia délkeleti részére és Ausztráliába is. Természetes élőhelyei a tűlevelű erdők, tajgák és tundrák, mocsarak és tavak környékén, valamint sziklás és kavicsos tengerpartok.

## Megjelenése
Testhossza 27 centiméter, szárnyfesztávolsága 51 centiméteres, testtömege 80-162 gramm.
|  |  |

## Életmódja
Szaporodási időszakban főleg rovarokat eszik, utána inkább rákokkal, sokrétűekkel, puhatestűekkel és rovarokkal táplálkozik, de esetenként kisebb halakat is fogyaszt.

## Szaporodása
Fészke általában sekély mélyedés, gyakran köves folyómeder közelében, fészekalja általában négy tojásból áll.

## Természetvédelmi helyzete
Az elterjedési területe még nagyon nagy, de folyamatosan csökken, egyedszáma 30 000 kifejlett példány körüli lehet és szintén csökken. A Természetvédelmi Világszövetség Vörös listáján mérsékelten fenyegetett fajként szerepel.